# Conclave de 1447
El conclave de 1447 es va celebrar del 4 al 6 de març de 1447 a la basílica de Santa Maria sopra Minerva. Va concloure amb l'elecció del Papa Nicolau V per succeir el Papa Eugeni IV, que havia mort del 23 de febrer de 1447.